# Pacific Coast Highway (métro de Los Angeles)
Pour l’article homonyme, voir Pacific Coast Highway.
Pacific Coast Highway est une station du métro de Los Angeles desservie par les rames de la ligne A et située à Long Beach en Californie.

## Localisation
Station du métro de Los Angeles située en surface, Pacific Coast Highway est située sur la ligne A à l'intersection de Long Beach Boulevard et de Pacific Coast Highway à Long Beach, une ville située au sud de Los Angeles.

## Histoire
Pacific Coast Highway a été mise en service le 14 juillet 1990, année d'ouverture du métro de Los Angeles.

## Service

### Desserte
Pacific Coast Highway est desservie par les rames de la ligne A du métro.

### Intermodalité
La station est desservie par la ligne d'autobus 60 de Metro et les lignes 1, 51, 52, 171, 172, 173, 174, 175 et 176 de Long Beach Transit (en).